# Franco Fabrizi
Franco Fabrizi, właśc. Francesco Fabbrizzi (ur. 15 lutego 1916 w Cortemaggiore, zm. 18 października 1995 tamże) – włoski aktor filmowy. W swojej karierze wystąpił w ponad 150 filmach.

## Życiorys
Urodził się w małej miejscowości położonej w regionie Emilia-Romania. Był synem fryzjera i kasjerki kinowej. Początkowo pracował w Mediolanie jako model, a następnie występował w kabarecie i pojawiał się w fotonowelach. Zadebiutował na dużym ekranie drugoplanową rolą w Kronice pewnej miłości (1950) w reżyserii Michelangelo Antonioniego.
Sławę przyniosła mu rola Fausta w Wałkoniach (1953) Federico Felliniego. Dzięki niej stał się popularnym odtwórcą ról uwodzicieli, lekkoduchów i oportunistów w licznych filmach z lat 50.. Od lat 60. grywał najczęściej role charakterystyczne w produkcjach europejskich. 
Wystąpił w wielu znaczących tytułach, jak m.in. Złodzieje i policjanci (1951), Niebieski ptak (1955), Przyjaciółki (1955), Życie nie jest łatwe (1961), Panie i panowie (1966), Śmierć w Wenecji (1971) czy Ginger i Fred (1986).
W 1993 miał poważny wypadek samochodowy. Podczas rekonwalescencji wykryto u niego raka jelita grubego, w wyniku którego zmarł w 1995 w wieku 79 lat. Ostatnie lata życia spędził w mieście swojego dzieciństwa.